# Chongqing Olympic Sports Center
Das Chongqing Olympic Sports Center ist eine Sportstätte mit einem 60.500 Plätze bietenden Mehrzweckstadion in Chongqing, Volksrepublik China. Das erste Spiel im Stadion war ein Freundschaftsspiel zwischen den chinesischen und den libanesischen Nationalmannschaften. Das Stadion ist Teil eines großen Komplexes von Sportanlagen, der 2004 fertiggestellt wurde.
Das Sportzentrum ist derzeit das Heimstadion von Chongqing Lifan der in der Chinese Super League spielt. Der Besitzer des gesamten Baus ist die Stadt Chongqing.
Das Stadion ist auch ein beliebter Veranstaltungsort für Konzerte. Mariah Carey trat am 15. Oktober 2014 hier auf.